# مطار العلمين الدولي

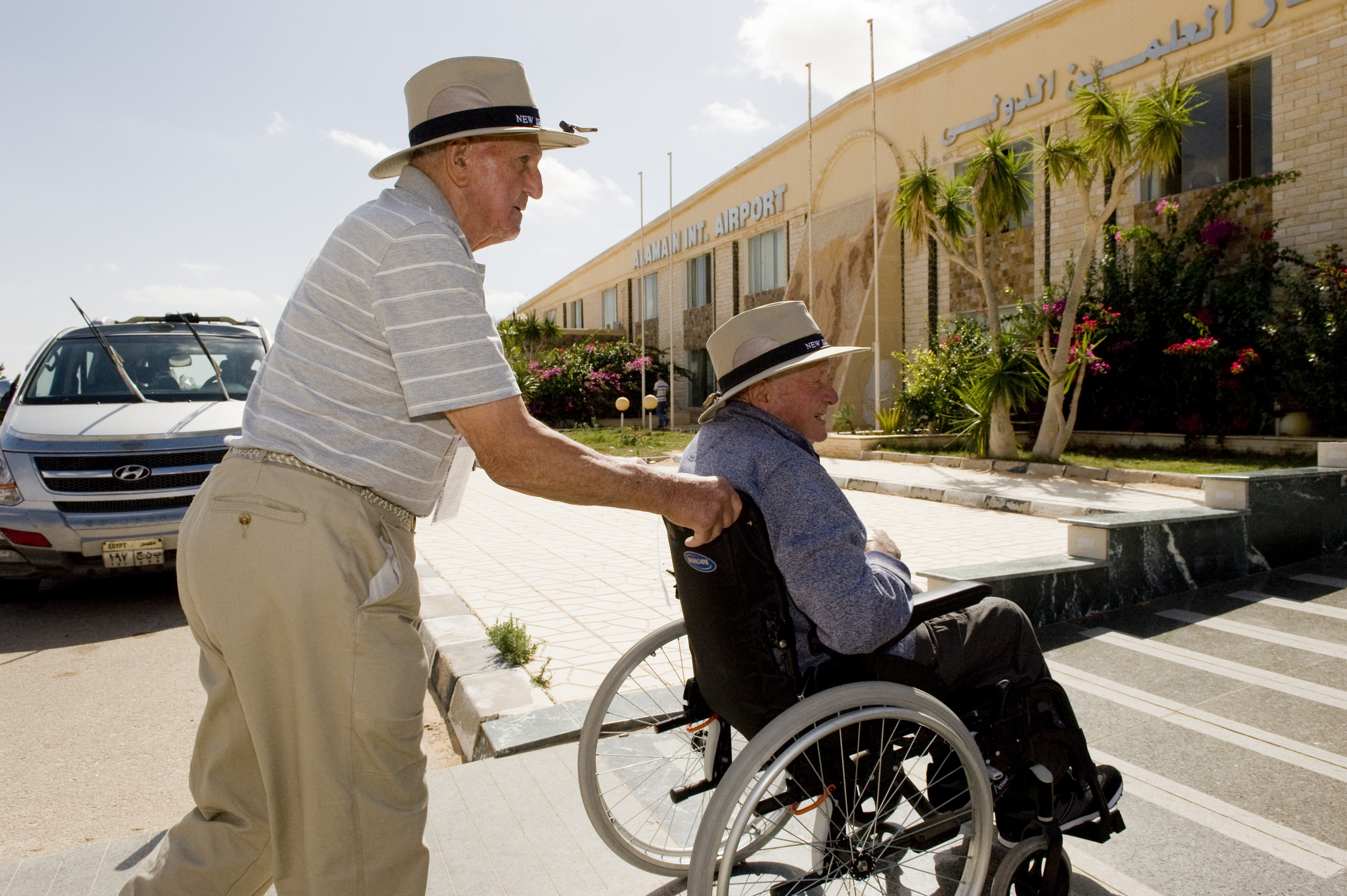
أحد قدامى المحاربين النيوزيلنديين يغادر من مطار العلمين الدولي.

مطار العلمين الدولي (إياتا: DBB، إيكاو: HEAL) هو المطار الدولي يقع في شمال غرب مصر بالقرب من العلمين، على بعد 60 كم من منتجع بورتو مارينا و12 كم من منطقه الضبعة. تبلغ مساحته 64 كيلو متر مربع قد تم افتتاحه للعمل في أكتوبر 2005.

## لمحة عامة
مطار العلمين الدولي مملوك ومدار من قبل شركة المطارات الدولية وهي شركة تابعة لشركة كاتو للاستثمار. يحتل المطار مساحة من 64 كيلومتر مربع (25 ميل2) مع محطة واحدة يمكنها التعامل مع 600 راكب في الساعة.

## مدارج
مطار العلمين الدولي له مدرج واحد 3,499 م (11,480 قدم)، مناسبة ل إيه 380-800 العمليات.

## الوجهات
| شركـات طيـران           | الوجهات                                      |
| ----------------------- | -------------------------------------------- |
| إير كايرو               | موسمي عارض: مطار ألماتي الدولي               |
| طيران بيلافيا           | موسمي عارض: مطار مينسك الدولي                |
| مصر للطيران             | موسمي: مطار القاهرة الدولي                   |
| الاتحاد للطيران         | موسمي: مطار زايد الدولي (تبدأ 17 يوليو 2025) |
| فلاي دبي                | موسمي: مطار دبي الدولي (تبدأ 21 يونيو 2025)  |
| طيران ناس               | موسمي: مطار الملك خالد الدولي                |
| خطوط ترافل سيرفس الجوية | موسمي عارض: مطار فاكلاف هافيل الدولي         |